# ロベール・エスノー＝ペルトリ

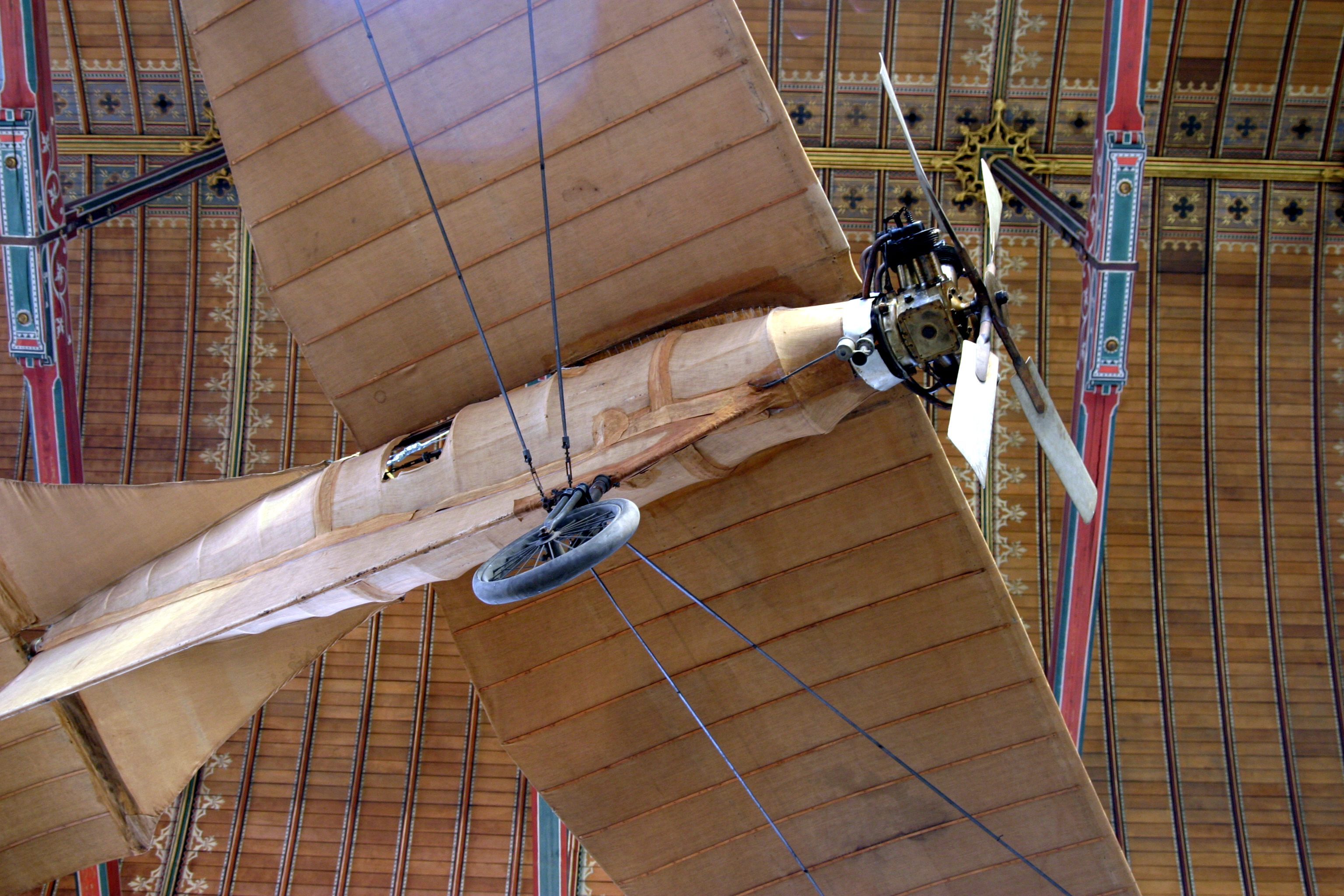
Avion Esnault-Pelterie, 1906

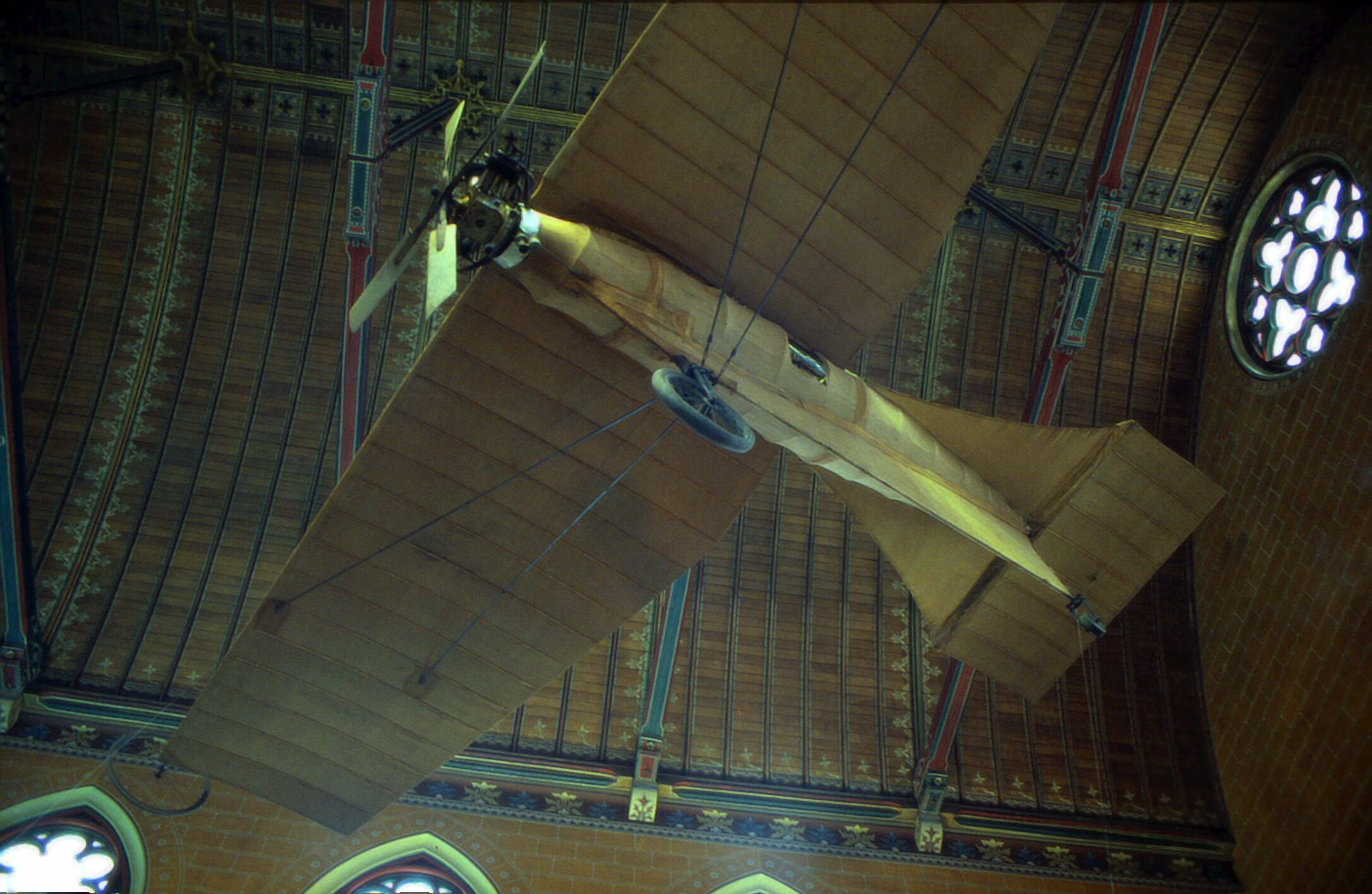
Avion Esnault-Pelterie, 1906

ロベール･アルベール・シャルル・エスノー＝ペルトリ（Robert Albert Charles Esnault-Pelterie、1881年11月8日 - 1957年12月6日）はフランスの飛行機設計者で、宇宙飛行についても理論的研究を行なった人物。日本語表記はエノー＝ペルトリ、エスノー＝ペルテリなどとも。

## 経歴と業績
彼はパリで織物業者の息子として生まれ、パリ大学の理学部（Faculté des Sciences）で工学を学んだ。
航空分野における彼の最初の実験は、ライト兄弟の機体に倣った複葉のグライダーを使用していた。彼のグライダー設計（たわみ翼を用いた操縦）はカレー近くの海岸で試験された。しかし彼の設計は間違った情報に基づいており、失敗に終わった。ライト兄弟の方法を見捨てた後、彼はエルロンという着想を実現した。エルロンは（現代に至るまで）、飛行機をロール（バンク）させるための最も標準的な構成要素である。（エルロンの発明は、エスノー＝ペルトリとは独立に、グレアム・ベル主導の航空実験協会 (Aerial Experiment Association, AEA) によっても達成された。）
1906年、エスノー＝ペルトリは牽引された飛行の実験を開始した。同年9月19日に、彼は500メートルを飛行した。彼は、1907年10月10日には彼にとって最初の動力機、ペルトリ I（別名REP.1）で100メートルの飛行をしている。この飛行機は7気筒・30馬力の空冷エンジンを使っていた。
単葉機ペルトリ IIでの試行は1908年7月8日に開始した。この機体は飛行距離1200メートル、高度30メートルを記録した。これの改良型を1909年にランスで飛ばした後、エスノー＝ペルトリは自分で飛ぶことをやめ、代わりに飛行機の開発と製造に当たるようになった。
エスノー＝ペルトリの家族は彼の飛行機設計の資金を得るために過度の投資を行い、それは彼らを破産寸前の状態まで追いやった。とは言え、エスノー＝ペルトリが「操縦桿による飛行の制御」（"joy stick" flight control）の発明者であり、その特許を持っていたことも確かである。第一次大戦後、彼は操縦桿の特許に関する訴訟に巻き込まれた。大戦中に作られた多くの飛行機がこの設計を使っており、複数の飛行機会社が彼に特許料支払いの義務を負っていたからである。勝ち取った賠償金と遡及して支払われた使用料はエスノー＝ペルトリを裕福にした。またこの大金により、彼は父が行なった莫大な投資に報いることができたのだった。
彼は宇宙飛行にも興味を持ち、ロケット飛行に関する方程式を考案した最初の人物となった。彼の達成した業績は、1930年に"L'Astronautique"として刊行された。1934年の改訂版は惑星間飛行の詳細と原子力の応用についても触れていた。
1927年6月8日、エスノー＝ペルトリはフランス宇宙航行協会（the French Astronautics Society）で、ロケット推進を使った大気圏外の探検に関するシンポジウム"L'exploration par fusées de la très haute atmosphère et la possibilité des voyages interplanétaires"を開催した。ジャン＝ジャック・バールはこの講演に出席し、エスノー＝ペルトリとロケットに関する話題を文通するようになった。
1928年11月、彼はニューヨーク行きの遠洋定期船イル・ド・フランス号上で、カルメン・デ・キロス（Carmen de Quiros）という女性と結婚した。
1929年、エスノー＝ペルトリは軍事的な爆撃に関して弾道ミサイルという着想を提案した。1930年までには、彼とジャン＝ジャック・バールはこの構想の研究を始めるようフランス軍務省を説得した。1931年、二人は多種多様な型（液体燃料タイプを含む）のロケット推進システムで実験を開始した。同じ年に彼はガソリンと液体酸素で動くロケット・エンジンのデモンストレーションを行なっている。テトラニトロメタンを使うロケットの実験の際には、エスノー＝ペルトリは、爆発で右手の指三本を失った。不幸なことに彼らの研究はフランスでは省みられることはなかった。
彼の趣味は乗馬、ゴルフ、キャンプ、自動車を運転することなどであった。発明家としての生涯を通して、彼は冶金学から自動車のサスペンションに至るまでの広範な分野で約120の特許を取得した。彼は「操縦桿による飛行機の操縦」、そして新型の燃料ポンプ（fuel pump）の発明者である。彼はまたジンバル・ノズル（gimballed nozzle）によるロケットの制御というアイディアの生みの親でもある。

## 伝記的資料
- L'Astronautique, Paris, A. Lahure, 1930.
- L'Astronautique-Complément, Paris, Société des Ingénieurs Civils de France, 1935.

## 叙勲・記念
- 1930年にジュール・ジャンサン賞を受賞。
- フランス科学アカデミー会員。
- 月面のエスノー＝ペルトリ・クレーターは彼の名にちなむ。
- 第一次世界大戦に従軍し、レジオンドヌール勲章を受勲。